# Polyptychus celebensis
Polyptychus celebensis is een vlinder uit de familie van de pijlstaarten (Sphingidae). De wetenschappelijke naam van de soort is voor het eerst geldig gepubliceerd in 1929 door Benjamin Preston Clark.